# Flota del Nord
La Flota del Nord Bandera Roja era la Flota de la Marina Soviètica amb accés als mars de Barentsz, de Noruega, els oceans Àrtic i Atlàntic, responsable de la defensa de la Rússia nord-occidental. Va ser creada el 1933 per defensar el territori soviètic per damunt del cercle polar àrtic. Es guanyà l'apel·latiu Bandera Roja en guanyar l'Orde de la Bandera Roja. El seu quarter general estava a Poliarni, i després de la Segona Guerra Mundial, a Severomorsk.
Va arribar a disposar més de 200 submarins, que anaven dels submarins d'atac dièsel-elèctrics (SS) als submarins nuclears dotats de míssils balístics (SSBN). Durant la dècada de 1980, l'estratègia naval soviètica posà èmfasi en la defensa dels bastions, fortificant les entrades meridionals del mar de Barentsz.

## Història
La Flota del Nord Bandera Roja va ser creada al maig de 1937 com a part de la Marina Soviètica amb el propòsit de defensar el territori soviètic més enllà del cercle polar àrtic. La Flota del Nord tenia la base a Poliarni, i després de la Segona Guerra Mundial es traslladà a Severomorsk.
Durant la I Guerra Mundial, Rússia hagué d'enfrontar el problema de protegir les rutes de transport del mar de Barents, usada pels vaixells russos i britànics, de la Kaiserliche Marine i els seus submarins. Així doncs, el 19 de juny de 1916, es creà la Flotilla de l'Oceà Àrtic (Флотилия Северного Ледовитого океана, o Flotiliia Severnogo Ledovitogo okeana). Després de la Revolució d'Octubre de 1917, els Soviets uniren la flotilla del mar Blanc (Беломорская флотилия, o Belomorskaia flotiliia) a Arkhànguelsk) al març de 1920, que posteriorment seria anomenada Forces Navals del Mar del Nord (dissolt el gener de 1923).
Per tal de formar la Flota del Nord, els soviets traslladaren diversos vaixells de la Flota del Bàltic a la del Nord. Entre aquest hi havia dos destructors, un parell de llanxes patrulleres (Smertx i Uragan) i dos submarins classe-D (Dekabrist (D-1) i Narodovoliets (D-2)). Abandonaren Kronstadt el 18 de maig de 1933 i van arribar a Múrmansk el 5 d'agost, formant la Flotilla del Nord (comandada per Zakhar Zakupnev, substituït per Konstantin Duixenov al març de 1935).
La segona partida de vaixells (1 destructor, una patrullera, un submarí i dos minadors) arribaren al port de Soroka (al mar Blanc) al setembre de 1933. La ciutat portuària de Poliarni esdevingué la principal base de la flotilla el 1935. El setembre del 1935 van arribar diversos MBR-2.
L'11 de maig de 1937, la Flotilla del Nord passà a anomenar-se Flota del Nord. En aquell moment, els soviètics també organitzaren l'artilleria costanera i antiaèria, construïren nous camps d'aviació i reberen nous vaixells.
Durant la Guerra d'Hivern, els vaixells de la Flota del Nord bloquejaren el port finès de Petsamo. Al juny de 1941, la Flota del Nord havia disposava de 8 destructors, 15 submarins, 2 torpedineres, 7 patrulleres, 2 minadors i 116 avions. L'agost de 1940, els soviètics crearen la Base Militar del Mar Blanc, amb el propòsit de defensar la costa, els ports, bases i d'altres instal·lacions, amb el que posteriorment seria anomenat Flotilla del Mar Blanc (comandada pel contraalmirall M. Dolinin (des d'agost de 1941), vicealmirall G. Stepanov (des d'octubre); i posteriorment, el contraalmirall Stepan Kutxerov i el vicealmirall Iuri Panteleiev).

### La Flota del Nord durant la Segona Guerra Mundial
Durant la Gran Guerra Patriòtica, la Flota del Nord defensà les línies costaneres de les penínsules de Ribatxi i Sredni, assegurà les rutes de transport internes i externes, donà suport al flanc marítim del 14è Exèrcit, desplegà infants de marina, participà en l'operació Petsamo-Kirkenes el 1944, i més de 10.000 homes del personal de la Flota participaren en la guerra terrestre. Entre les unitats aèries de la Flota del Nord estava el 121è Regiment de Caces.
El submarí soviètic K-21, sota el comandament del capità Nikolai Lunin, atacà el cuirassat Tirpitz de la Kriegsmarine a 71° 22′ 2″ N, 24° 34′ 3″ E. Els resultats d'aquest atac són discutibles, i no hi ha fonts alemanyes que confirmin danys en el Tirpitz o en qualsevol altre vaixell, però a la bitàcola del K-21 es menciona que es dispararen dos torpedes.
Durant la guerra, la Flota del Nord va ser reforçada amb aviació naval i vaixells provinents de l'oceà Pacífic i de la mar Càspia. A més, Gran Bretanya deixà temporalment els seus vaixells a la Unió Soviètica a canvi dels vaixells italians, capturats durant la guerra i destinats a ser repartits entre els Aliats. Durant la guerra, la Flota del Nord assegurà el trànsit de 1.463 vaixells en combois i de 2.568 vaixells en combois interns. Els seus submarins, llanxes torpedineres i avions enfonsaren 192 vaixells de transport i 70 vaixells militars enemics. A més, la Flota del Nord causà danys en 118 vaixells més de transport, militars o auxiliars.

#### Condecoracions
- Dos regiments de Tropes Paracaigudistes, un esquadró de caçadors submarins, 8 submarins i el destructor Gremiastxi van ser promoguts al rang de Guàrdia Soviètica pels seus èxits en operacions militars
- Diverses formacions, unitats i vaixells van ser condecorats amb ordes
- 85 mariners de la Flota del Nord van rebre el títol d'Heroi de la Unió Soviètica, 3 dels quals en dues ocasions
- Més de 48.000 membres de la Flota del Nord van rebre ordes i medalles

### Després de la II Guerra Mundial
Durant el període immediat posterior a la guerra, la Flota del Nord va ser considerada secundària respecte a les flotes del Bàltic i del mar Negre; però degut al seu accés més directe a mar obert, va rebre la responsabilitat sobre l'oceà Atlàntic.
El setembre del 1955, els soviètics van ser els primers en tot el món en llançar un míssil balístic des d'un submarí. El primer submarí soviètic “Б-67” (B-67), amb míssils balístics a bord esdevingué part de la Flota del Nord al juny de 1956. El submarí era de classe Zulú. L'1 de juliol de 1958, van hissar el gallardet de la Marina Soviètica sobre el primer submarí nuclear soviètic, el K-3.
El 17 de juliol de 1962, després de navegar sota el gel àrtic, el submarí nuclear  Leninski Komsomol emergí a la regió del pol Nord per primera vegada, hissant la bandera soviètica i la bandera de la Marina Soviètica (vegeu USS Nautilus). Els submarins russos han visitat la regió del Pol Nord en més de 300 ocasions des de llavors.
El setembre del 1963, dos submarins nuclears de la Flota del Nord van navegar sota la banquisa àrtica i es reuniren amb la Flota del Pacífic per primera vegada en la història. Durant els anys posteriors, més de 25 submarins van realitzar el mateix viatge.
El 7 de maig de 1965, la Flota del Nord va ser condecorada amb l'orde de la Bandera Roja.
El 1966, una unitat de submarins realitzà una travessia en grup al voltant del món, cobrint 25.000 milles nàutiques sense emergir.
El 1986, la Flota del Nord disposava de gairebé la meitat dels submarins soviètics. Durant la dècada de 1980, l'estratègia naval soviètica canvià l'estratègia sobre la defensa dels bastions, fortificant els accessos meridionals al mar de Barents per aquest propòsit.
Des de 1968 i fins al 30 de novembre de 2005, el 7è Esquadró Operatiu va ser la principal força operativa de la flota atlàntica.
El 20 d'agost de 1976 s'inaugurà el Museu de les Forces Aèries de la Flota del Nord, a Safonovo, a l'oblast de Múrmansk.
Des de la dècada de 1970, els portaavions començaren a entrar en servei a la flota. El 1977 entrà en servei el portaavions Kíev, i el 1987 el Almirall Gorxkov. Durant la dècada de 1980 també entraren en servei els creuers nuclears llança-míssils classe Kírov, el Kírov i el Kalinin.

### Era post-soviètica
El submarí classe Óscar K-141 Kursk va ser destruït per un accident de torpedes durant uns exercicis de la Flota el 2000. El submarí havia estat ancorat a la badia d'Ara. La Flota del Nord va realitzar una altra sèrie de maniobres al gener del 2004 en la qual participaren 13 vaixells i 7 submarins al mar de Bàrents. La participació de l'Almirall Kuznetsov i del Piotr Velikii va quedar enfosquida pel fracàs en el llançament de dos míssils balístics, fet més vergonyós a causa que el President Vladímir Putin estava a bord del submarí Arkhànguelsk per observar les proves. Ni el Novomoskovsk ni el Karèlia van poder llançar amb èxit els RSM-54 MBLS.
El vaixell insígnia de la Flota del Nord, el creuer pesat nuclear amb míssils guiats Piotr Veliki va ser batejat en honor del tsar Pere I el Gran. La Flota del Nord és potser la més coneguda pels seus vaixells nuclears. De fet, gairebé dos terços de tota la marina nuclear russa està estacionada allà.

## Bases

Mapa de les bases navals, drassanes i magatzems de combustible de la Flota Nord

A més de la base principal de Severomorsk, la Flota del Nord disposa de sis bases més, així com diverses drassanes i magatzems de combustible. Entre les bases estan les de Severomorsk, Poliarni, Badia Olenia, Gadjiievo (Iagelnaia/Saida), Vidiàievo (Badia Ura i Badia Ara), Bolxaia Lopatka (Litsa Guba) i Gremikha.
Els magatzems de combustible inclouen Múrmansk, que també disposa de drassanes i d'una base pels trencaglaços nuclears classe Arktika, la badia Andreieva i Severodvinsk, també amb una drassana. Les drassanes són Rosliakovo, Poliarni, Nerpa i Malaia Lopatka.

## Orde de Batalla
Aquesta és una llista parcial dels submarins, vaixells de superfície i unitats aèries actualment en servei de la Flota del Nord:
- 11è Esquadró, Zaozersk
  -     - Submarins classe Tifó Dmitri Donskoi (ТК-208) (Nerpitxia)
    - Té assignats dos submarins classe Tifó, però no estan actius

  - 7a Divisió (Vidiàievo)[6]
    - Comandant: contraalmirall Aleksandr Ildaxov
    - Submarí classe SIERRA I Kostroma
    - Submarí classe SIERRA II Nizhni Novgorod[6]
    - Submarí classe SIERRA II Pskov (K-336)
    - Submarí classe VICTOR-III Daniil Moskovski (K-414)

  - d'altres submarins
- 12è Esquadró, Gadjiievo
  -     - Comandant: contraalmirall Sergei Farkov[6]

  - 31a Divisió (Badia Iagelnaia Bay, Saida)
    - Comandant: capità de 1r rang Aleksandr Moiseyev[6]
    - Submarí classe Delta IV Verkhoturye (K-51)
    - Submarí classe Delta IV Ekaterinburg (K-84)
    - Submarí classe Delta IV Tula (K-114)
    - Submarí classe Deltc IV Briansk (K-117)
    - Submarí classe Delta IV Kareliia (K-18)
    - Submarí classe Delta IV Novomoskovsk (K-407)

  - 24a Divisió (Badia Iagelnaia Bay, Saida)
    - Comandant: contraalmirall Sergei Farkov[6]
      - Juliol de 1985-Octubre de 1987 vicealmirall Vladimir Mikhaïlovitx Monastirxin
      - Octubre de 1987-Desembre de 1989 vicealmirall Nikolai Ivanòvitx Mazin
      - Desembre de 1989-Juny de 1992 contraalmirall Boris Sergeievitx Bogdanov
      - Setembre de 1992-Juny de 1996 contraalmirall Sergei Anatolievitx Blizniuk
      - Juny de 1996-Setembre de 1998 contraalmirall Aleksandr Nikolaievitx Bukin
      - Setembre de 1998-Agost de 2000 contraalmirall Aleksei Vitalievitx Burilichev
      - Agost de 2000- contraalmirall Vladimir Ivanòvitx Korolev
      - actualment contraalmirall Anatoli Minakov

    - Submarí classe AKULA I Pantera (K-317)
    - Submarí classe AKULA I Volk (K-461)
    - Submarí classe AKULA I Leopard (K-328)
    - Submarí classe AKULA I Tigr (K-154)[6]
    - Submarí classe AKULA II Vepr (K-157)
    - Submarí classe AKULA II Gepard (K-335)
- 43a Divisió de Vaixells de Míssils
  -     - Comandants
      - contraalmirall Veregin
      - contraalmirall Avakyants
      - contraalmirall Kasatonov
      - Present - contraalmirall Aleksandr Turilin

  - Portaavions Almirall de la Flota de la Unió Soviètica Kuznetsov (063)
  - creuer classe Kirov Piotr Velikii (099)
  - creuer classe Slava Mariscal Ustinov (055)
  - destructor classe Sovremennii Gremiaixtxii
  - destructor classe Sovremennii Almirall Uixakov
- 2a Divisió Anti-Submarina[6]
  - destructor classe Udaloy-I Vicealmirall Kulakov
  - destructor classe Udaloy-I Severomorsk
  - destructor classe Udaloy-I Almirall Levtxenko
  - destructor classe Udaloy-I Almirall Kharlamov
  - destructor classe Udaloy-II Almirall Txabanenko
  - 4a Brigada Submarina (Poliarnii)[6]
    - Comandant: capità de 1r rang Aleksandr Gorbunov
    - Submarí classe Kilo Novosibirsk (B-401)
    - Submarí classe Kilo Vologda" (B-402)
    - Submarí classe Kilo Iaroslavl (B-808)
    - Submarí classe Kilo Kaluga (B-800)
    - Submarí classe Kilo Vladikavkaz (B-459)
    - Submarí classe Kilo Magnitogorsk (B-471)
    - Submarí classe Kilo Lipetsk (B-177)

- Aviació de la Flota del Nord[7][8]
  - 924è Regiment Separat de Reconeixement Marítim – base a Olenegorsk/Olenya - Túpolev Tu-22M3;
  - 279è Regiment de Caces – base a Severomorsk-3 - Su-25UTG, Su-33;
  - 73è Esquadró Aeri Independent – base a Kipelovo (Fedotovo) - Túpolev Tu-142MK, Tu-142MR;
  - 403r Regiment Mixt Independent d'Aviació – base a Severomorsk-1 - An-12, An-26, Il-38, Túpolev Tu-134;
  - 830è Regiment Independent d'Helicòpters Antisubmarins – base a Severomorsk-1 - Ka-27;

## Comandants
| Nom                                                                | Període de comandament                                                                     |
| ------------------------------------------------------------------ | ------------------------------------------------------------------------------------------ |
| Zakhar Aleksandròvitx Zakupnev (Oficial de Bandera de Primer Rang) | 29 de maig de 1933-13 de març de 1935 Flotilla del Nord                                    |
| Konstantin Ivànovitx Duixenov (Oficial de Bandera de Primer Rang)  | 13 de març de 1935-11 de maig de 1937 Flota del Nord 11 de maig de 1937-28 de maig de 1938 |
| Valentin Petròvitx Drozd (Vicealmirall)                            | 28 de maig de 1938-26 de juliol de 1940                                                    |
| Arseni Grigorievitx Golovko (Almirall)                             | 26 de juliol de 1940-4 d'agost de 1946                                                     |
| Vasili Ivànovitx Platonov (Almirall)                               | 4 d'agost de 1946-23 d'abril de 1952                                                       |
| Andrei Trofimovitx Txabanenko (Almirall)                           | 23 d'abril de 1952-28 de febrer de 1962                                                    |
| Vladimir Afanasievitx Kasatonov (Almirall)                         | 28 de febrer de 1962-2 de juny de 1964                                                     |
| Semen Mikhaïlovitx Lobov (Almirall de Flota)                       | 2 de juny de 1964-3 de maig de 1972                                                        |
| Georgi Mikhailovitx Egorov (Almirall de Flota)                     | 3 de maig de 1972-1 de juliol de 1977                                                      |
| Vladimir Nikolaievitx Txernavin (Almirall de Flota)                | 1 de juliol de 1977-16 de desembre de 1981                                                 |
| Arkadi Petròvitx Mikhailovski (Almirall)                           | 16 de desembre de 1981-25 de febrer de 1985                                                |
| Ivan Matveïevitx Kapitanets (Almirall)                             | 25 de febrer de 1985-19 de març de 1988                                                    |
| Fèliks Nikolaievitx Gromov (Almirall)                              | 19 de març de 1988-14 de març de 1992                                                      |
| Òleg Aleksàndrovitx Erofeiev (Almirall)                            | 14 de març de 1992-29 gener 1999                                                           |
| Viatxeslav Alekséievitx Popov (Almirall)                           | 29 gener 1999-15 de desembre de 2001                                                       |
| Gennadi Aleksàndrovitx Sutxkov (Almirall)                          | 16 de desembre de 2001-29 de maig de 2004                                                  |
| Mikhaïl Leopóldovitx Abràmov (Almirall)                            | 29 de maig de 2004-26 de setembre de 2005                                                  |
| Vladímir Serguéievitx Visotski (Almirall)                          | 26 de setembre de 2005-11 de setembre de 2007                                              |
| Nikolai Mikhàilovitx Maksimov (Vicealmirall)                       | de setembre de 2007-                                                                       |